# 皮劳尔
皮劳尔（Phillaur），是印度旁遮普邦Jalandhar县的一个城镇。总人口22228（2001年）。

## 人口
该地2001年总人口22228人，其中男性11957人，女性10271人；0—6岁人口2468人，其中男1389人，女1079人；识字率28.34%，其中男性为23.98%，女性为33.41%。